# Wydłużenie procentowe po zerwaniu
Wydłużenie procentowe po zerwaniu – stosunek zmiany długości próbki w momencie zerwania do długości początkowej próbki, wyrażony w procentach. Zwykle oznaczany jako {\displaystyle A.} Wydłużenie procentowe po zerwaniu oblicza się na podstawie danych uzyskanych ze statycznej próby rozciągania na podstawie wzoru
{\displaystyle A={\frac {l_{u}-l_{0}}{l_{0}}}\cdot 100\%.}